# Rose Murphy
Rose Murphy (* 7. Mai 1913 in Xenia, Ohio; † 16. November 1989 in New York City) war eine US-amerikanische Rhythm-and-Blues- und Jazzsängerin sowie Pianistin.

## Leben und Wirken
Murphy, die wegen ihrer hohen Stimme auch den Spitznamen „the chee chee girl“ (nach der Phrase „chee chee“ in vielen ihrer Songs) begann ihre Karriere Ende der 1930er Jahre als Pausenpianistin für Künstler wie Count Basie. Sie wurde Ende der 40er in den Vereinigten Staaten und Großbritannien als Sängerin bekannt, in dem sie Elemente des Scatgesangs, Gekicher und perkussive Klangeffekte integrierte. Für Majestic Records spielte sie 1947 eine Version des Standards „I Can’t Give You Anything but Love“ ein, der in die R&B-Charts gelangte. In ihrem wohl bekanntestem Song „Busy Line“ verwendete sie das „brrp, brrrp“ eines Telefonklingelns. 1990 wurde eine Version des Songs von der British Telecom in einem ihrer Fernsehwerbespots verwendet; der große Erfolg des Jingles führte dazu, dass RCA Rose Murphys Originalaufnahme des Songs wiederveröffentlichte. Im Film The Artist (2012) ist die von ihr gesungene Version des Songs Pennies from Heaven Teil des Soundtracks.
Von den 1950er bis in die 1980er Jahre trat Murphy in bekannten New Yorker Nachtclubs auf, wie im Cookery, Michael’s Pub und im Upstairs at the Downstairs, wo sie meist von Slam Stewart oder Morris Edwards begleitet wurde. Daneben hatte sie Engagements in London und ging auf Tourneen auf dem Kontinent. Sie erkrankte im Juni 1989 nach einem zweiwöchigen Gastspiel im Hollywooder Roosevelts Cinegrill und kehrte nach New York zurück, wo sie im November verstarb.

## Diskographische Hinweise
- No Cha-Cha-Cha, But Chi-Chi (Verve Records, 1957) mit Major Holley, Jack Marshall
- Jazz, Joy and Happiness (United Artists)
- Rose Murphy (Audiophile, 1981)